# 이광수 (배우)
이광수(李光洙, 1985년 7월 14일 ~ )는 대한민국의 배우, 모델이다.

### 피지컬사이즈
- 신장 = 193cm  6ft4
- 체중 = 72kg  160ibs
- 발 =  290mm  US11

## 출연작

### 영화
- 2011년 영화 《평양성》 ... 문디 역
- 2012년 영화 《원더풀 라디오》 ... 차대근 역
- 2012년 영화 《간기남》 ... 최기풍 역
- 2012년 영화 《내 아내의 모든 것》 ... 최 PD 역
- 2013년 영화 《마이 리틀 히어로》 ... 김정일 역
- 2013년 영화 《해양경찰 마르코》 ... 마르코 역 (한국어 더빙)
- 2013년 영화 《다이노소어 어드벤처 3D》 ... 파치 역 (한국어 더빙)
- 2014년 영화 《좋은 친구들》 ... 김민수 역
- 2014년 영화 《덕수리 5형제》 ... 박 순경 역
- 2015년 영화 《돌연변이》 ... 박구 역
- 2018년 영화 《탐정: 리턴즈》 ... 여치 역
- 2019년 영화 《나의 특별한 형제》 ... 박동구 역
- 2019년 영화 《타짜: 원 아이드 잭》 ... 조 까치 역
- 2021년 영화 《싱크홀》 ... 김승현 역
- 2021년 영화 《해피 뉴 이어》 ... 상훈 역
- 2022년 영화 《해적: 도깨비 깃발》 ... 막이 역
- 2024년 NETFILX 오리지널 영화 《악연》
- 2025년 영화 《드림즈 오브 유》... 강준우 역
- 2026년 영화《범죄도시5》... 광모 역

### 드라마
- 2010년 MBC 월화 특별기획 드라마 《동이》 ... 박영달 역
- 2011년 SBS 드라마 스페셜 《시티헌터》 ... 고기준 역
- 2011년 ~ 2012년 채널 A 수목 특별기획 드라마 《총각네 야채가게》 ... 남유봉 역
- 2012년 KBS2 수목 미니시리즈 《세상 어디에도 없는 착한남자》 ... 박재길 역
- 2013년 tvN 월화 미니시리즈 《연애조작단; 시라노》 ... 최달인 역 (6회 ~ 8회 특별출연)
- 2013년 MBC 월화 특별기획 드라마 《불의 여신 정이》 ... 임해군 역
- 2014년 DRAMA CUBE 옴니버스 미니시리즈 《시크릿 러브-7일간의 썸머》 ... 이태양 역
- 2014년 SBS 드라마 스페셜 《괜찮아, 사랑이야》 ... 박수광 역
- 2015년 SBS 드라마 스페셜 《냄새를 보는 소녀》 ... 이광수 역 (1회 특별출연)
- 2016년 SBS 2부작 설날특집극 《퍽》 ... 조준만 역
- 2016년 KBS2 수목 미니시리즈 《태양의 후예》 ... 최일도 역
- 2016년 tvN 금토 미니시리즈 《디어 마이 프렌즈》 ... 유민호 역 (특별출연)
- 2016년 tvN 금토 미니시리즈 《안투라지》 ... 차준 역
- 2016년 ~ 2017년 KBS2 월화 미니시리즈 《화랑》 ... 막문 역 (특별출연)
- 2017년 KBS2 금토 미니시리즈 《최고의 한방》 ... 윤기 역 (특별출연)
- 2018년 tvN 주말 미니시리즈 《라이브》 ... 염상수 역
- 2022년 tvN 8부작 수목 미니시리즈 《살인자의 쇼핑목록》 ... 안대성 역
- 2024년 U+모바일TV, 디즈니+ 오리지널 드라마 《노 웨이 아웃 : 더 룰렛》 ... 윤창재 역
- 2025년 tvN 12부작 월화 미니시리즈 《이혼 보험》 ... 안전만 역
- 2025년 디즈니+ 오리지널 드라마 《조각도시》 ... 백도경 역

### 시트콤
- 2008년 ~ 2009년 MBC 저녁 일일시트콤 《그분이 오신다》 ... 이만수 역
- 2009년 ~ 2010년 MBC 저녁 일일시트콤 《지붕뚫고 하이킥!》 ... 이광수 역
- 2013년 ~ 2014년 tvN 저녁 일일시트콤 《감자별 2013QR3》 ... 노보영의 첫사랑 역
- 2016년 ~ 2017년 KBS2 6부작 금요 시트콤 《마음의 소리》 ... 조석 역

## 연기 외 활동

### 텔레비전 프로그램
| 연도        | 방송사                                    | 제목                          | 역할     | 비고                            |
| ----------- | ----------------------------------------- | ----------------------------- | -------- | ------------------------------- |
| 2008        | MBC 드라마넷                              | 《MT왕》                      | 게스트   |                                 |
| 2010 ~ 2021 | SBS                                       | 《런닝맨》                    | 고정출연 | 2021년 6월 13일 마지막회에 하차 |
| 2015        | 호북위성TV                                | 《여과애 시즌2》              | 게스트   |                                 |
| 2018        | 넷플릭스                                  | 《범인은 바로 너》            | 출연     |                                 |
| 2020        | tvN                                       | 《삼시세끼》                  | 게스트   | 6화                             |
| 2021        | tvN                                       | 《빌려드립니다 바퀴 달린 집》 | 고정출연 |                                 |
| 2022        | tvN                                       | 《어쩌다 사장》               | 게스트   |                                 |
| 2022        | 디즈니+                                   | 《더 존: 버터야 산다》        | 고정출연 |                                 |
| 2023        | 디즈니+                                   | 《더 존: 버터야 산다》        | 고정출연 |                                 |
| tvN         | 《콩 심은 데 콩 나고 팥 심은 데 팥 난다》 |                               | 고정출연 |                                 |
| 2024        | SBS                                       | 《틈만나면,》                 | 게스트   | 1회                             |

### 웹예능
- 유튜브 핑계고 (2022, 2023, 2024년)
- 유튜브 소통의 神 (2023년)
- 유튜브 쑥쑥 (2024년)
- 유튜브 나영석의 와글와글 (2024년)
- 유튜브 콩알탄 (2024년)

### 뮤직비디오
| 연도 | 가수      | 제목                              | 비고 |
| ---- | --------- | --------------------------------- | ---- |
| 2011 | 리쌍      | ’격산타우’                        |      |
| 2012 | 스컬&하하 | ’부산 바캉스’, 찌라시 위험한 소문 |      |
| 2013 | 별        | ’넌 최고야’                       | 티저 |
| 2015 | 터보      | ’다시’                            |      |
| 2016 | 우주소녀  | ’MoMoMo’                          |      |

### 홍보대사
- 2013년 부산 콘텐츠마켓 홍보대사
- 2013년 산청세계전통의약엑스포 온라인 명예홍보대사
- 2014년 제2회 한국-인도네시아 영화 축제 홍보대사
- 2015년 코리아브랜드&한류상품박람회(KBEE) 홍보대사

### 광고
| 연도   | 광고 내용 |
| ------ | --- |
| 2008년 | - KT SHOW - 공대 아름이 편 - KT SHOW - 렌터카 편 - KT SHOW - 올림푸스 빅토리팩 편 - 해피포인트 - 해피포인트 세상 편 - 컨디션파워 - 신입사원 환영회 편                       |
| 2009년 | - 애니콜 햅틱빔 |
| 2010년 | - 팔도 일품 해물라면 - 어선 편 - 일동제약 아로나민 씨플러스 - 안티에이징 편 - LG전자 싸이언 - 카페폰                                                                        |
| 2011년 | - 아웃백스테이크하우스 - 고르곤졸라 블루베리 스테이크 편 - 아웃백스테이크하우스 - 레몬랍스터 & 스테이크 편 - ZUM                                                            |
| 2012년 | - 롯데제과 - 빼빼로 - 코카콜라 환타 - 환타 아이돌 편 |
| 2013년 | - 코카콜라 환타 - 환타 아이돌 2 편 - LG유플러스 LTE - 신개념 데이터 백 편 - 한 사람 100W 줄이기 캠페인 - 포스트박스 편의점택배 - 컵라면, 파자마 편 - SK에너지 - 트루 엔크린 |
| 2014년 | - SK에너지 - 트루 엔크린 - 옥스포드 - 코드네임 코브라 - 피자헛 - 트리박스                                                                                                   |
| 2015년 | - 네슬레홍콩 - 프루팁스 - 피자헛 - The 맛있는 피자 - 히어로스차지 - 오션월드 - 네이버 라인 (말레이시아) - 빙그레 바나나맛우유 (중국) - 조이시티 주사위의 신 - 오리온 오감자 |
| 2016년 | - 토요타 자동차 - RAV4 Hybrid - 공익광고협의회-한중 공동캠페인 (한국 : 효도는 말 한 마디) - 삼성 갤럭시 S7 - 제주 Day & Night - 클레어스(한국,중국) - 버커루                |
| 2017년 | - 오리온 오감자(중국) - 클레어스(한국,중국,동남아) - K-FOOD - 신라면세점 - 효(공익광고) - 던킨도너츠 - 오리온 초코파이(베트남)                                              |
| 2018년 | - K-FOOD - 오리온 초코파이(베트남) |
| 2020년 | - 배스킨라빈스 |
| 2021년 | - KB부동산 |

## 수상 및 후보
| 연도 | 시상식                                     | 부문                           | 작품                              | 결과 |
| ---- | ------------------------------------------ | ------------------------------ | --------------------------------- | ---- |
| 2008 | 제2회 Mnet 20's Choice                     | Hot CF 스타상                  | "KTF 쇼-공대 아름이"              | 수상 |
| 2008 | MBC 방송연예대상                           | 코미디·시트콤부문 남자 신인상  | 그분이 오신다                     | 후보 |
| 2009 | 제4회 아시아 모델상 시상식                 | CF모델상                       | 빈칸                              | 수상 |
| 2010 | SBS 연예대상                               | SBS 예능 뉴스타상              | 일요일이 좋다-런닝맨              | 수상 |
| 2011 | SBS 연예대상                               | 버라이어티부문 신인상          | 일요일이 좋다-런닝맨              | 수상 |
| 2012 | 제48회 백상예술대상                        | 영화부문 남자 신인연기상       | 원더풀 라디오                     | 후보 |
| 2012 | 제33회 청룡영화상                          | 신인남우상                     | 내 아내의 모든 것                 | 후보 |
| 2012 | KBS 연기대상                               | 남자 조연상                    | 세상 어디에도 없는 착한남자       | 후보 |
| 2013 | SBS 연예대상                               | 우정상                         | 일요일이 좋다 - 런닝맨            | 수상 |
| 2014 | 제7회 코리아 드라마 어워즈                 | 남자 우수연기상                | 괜찮아, 사랑이야                  | 수상 |
| 2014 | 제3회 에이판 스타 어워즈                   | 남자 인기스타상                | 괜찮아, 사랑이야                  | 수상 |
| 2014 | SBS 연예대상                               | 버라이어티부문 우수상          | 일요일이 좋다 - 런닝맨            | 수상 |
| 2014 | SBS 연기대상                               | 미니시리즈부문 남자 특별연기상 | 괜찮아, 사랑이야                  | 수상 |
| 2015 | 패셔니스타 어워즈                          | 아무도 몰랐던 패셔니스타 부문  | 빈칸                              | 수상 |
| 2016 | 2015 웨이보의 밤 시상식                    | 올해의 아시아 인기스타상       | 빈칸                              | 수상 |
| 2016 | 제7회 대한민국 대중문화예술상              | 국무총리 표창                  | 빈칸                              | 수상 |
| 2016 | KBS 연예대상                               | 베스트 커플상(with 정소민)     | 마음의 소리                       | 수상 |
| 2016 | SBS 연예대상                               | 버라이어티부문 최우수상        | 일요일이 좋다 - 런닝맨            | 수상 |
| 2017 | 제6회 대한민국 톱스타상 시상식             | 톱엔터테이너상                 | 빈칸                              | 수상 |
| 2017 | SBS 연예대상                               | 베스트 커플상(with 전소민)     | 런닝맨                            | 수상 |
| 2018 | 제7회 대한민국 베스트 스타상               | 베스트 인기 스타상             | 탐정: 리턴즈                      | 수상 |
| 2018 | SBS 연예대상                               | 인기상                         | 런닝맨                            | 수상 |
| 2019 | 제40회 청룡영화상                          | 남우조연상                     | 나의 특별한 형제                  | 후보 |
| 2019 | 제40회 청룡영화상                          | 청정원 인기스타상              | 나의 특별한 형제                  | 수상 |
| 2019 | 제4회 아시아 아티스트 어워즈               | 베스트 케이컬쳐 상             | 빈칸                              | 수상 |
| 2019 | 제4회 아시아 아티스트 어워즈               | 신스틸러 상                    | 빈칸                              | 수상 |
| 2019 | SBS 연예대상                               | SNS 스타상                     | 런닝맨                            | 수상 |
| 2020 | 제56회 백상예술대상                        | 영화부문 남자 조연상           | 나의 특별한 형제                  | 수상 |
| 2021 | 제40회 황금촬영상                          | 최우수 남우조연상              | 나의 특별한 형제                  | 수상 |
| 2021 | 제42회 청룡영화상                          | 남우조연상                     | 싱크홀                            | 후보 |
| 2023 | 제2회 청룡 시리즈 어워즈                   | 남자 예능인상                  | 코리아 넘버원, 더 존: 버텨야 산다 | 후보 |
| 2023 | 제2회 청룡 시리즈 어워즈                   | 티르티르 인기스타상            | 코리아 넘버원, 더 존: 버텨야 산다 | 수상 |
| 2024 | 제6회 아시아콘텐츠어워즈 & 글로벌OTT어워즈 | 남자 조연상                    | 노 웨이 아웃 : 더 룰렛            | 후보 |
| 2025 | 제4회 청룡시리즈어워즈                     | 남우조연상                     | 악연                              | 수상 |

## 같이 보기
- 조인성 (배우)
- 김우빈
- 이선빈
- 송중기
- 노희경
- 한효주
- 이소연